# Борн, Игнац фон
Игнац, эдлер фон Борн, также известный как Игнациус фон Борн (нем. Ignaz Edler von Born; 26 декабря 1742, Карлсбург, Трансильвания — 24 июля 1791, Вена) — австрийский минералог и металлург, ведущий немецкий учёный 1770-х годов.
В его интересы входили горное дело, минералогия, палеонтология, химия, металлургия и малакология.

## Биография
Родился 26 декабря 1742 года в дворянской семье в Карлсбурге. Получив образование в иезуитском колледже в Вене, он шестнадцать месяцев был членом ордена, однако оставил его и изучал право в Пражском университете. Позже он много путешествовал по Германии, Франции и Нидерландам, изучая минералогию. В 1769 г. назначен начальником шахт в Банской Штявнице. Вернувшись в Прагу в следующем, 1770 году, он стал присяжным заседателем в Высшем монетном управлении Чешского королевства.
В 1776 году Мария-Терезия назначила его управлять императорским музеем Вены (нем. K.k. Hof-Naturalienkabinette, предшественник нынешнего музея естествознания), где он был выдвинут в совет чеканки и горного дела и продолжал быть им до самой смерти.
Он внедрил способ выделения металла амальгамизацией (Uber des Anquicken der Erze, 1786) и другие усовершенствования в горном деле и прочих технических процессах. Его публикации также включают: Lithophylacium Bornianum (1772—1775) и Bergbaukunde (1789), не считая отдельных музейных каталогов.
Борн пробовал себя в сатире, без большого успеха. Рассказ Die Staatsperücke был опубликован без его ведома в 1772 году. В нём критиковалась работа государственной бюрократии, а также были нападки на отца Гелла, иезуита и королевского астронома Вены. Фрагмент сатиры Monachologien, в которой монахи описывают естествознание техническим языком, приписывается тоже Борну.
Борн хорошо знал латынь и основные современные ему европейские языки, а также многие ветви науки, не относящиеся напрямую к металлургии и минералогии. Он принимал активное участие в политике Венгрии. После смерти императора Иосифа II многие его распоряжения были отменены, к выгоде венгров. Тогда же было даровано гражданство Венгрии нескольким лицам, которые сочувствовали и активно помогали Венгерскому делу. Одним из них был трансильванский немец фон Борн.
В 1771 году фон Борн выбран иностранным членом Шведской Королевской Академии наук, в 1776 — почётным членом Петербургской Академии наук.
Вплоть до своей смерти 24 июля 1791 года, он работал над трудом Fasti Leopoldini, возможно относящимся к разумному отношению преемника Иосифа Леопольда II к венграм.
Как один из членов масонской ложи «Доброжелательность», ввёл Моцарта в ложу. Возможный прототип Зарастро в опере «Волшебная флейта». Игнац был региональным главой венской иллюминатской ложи и симпатизировал идеям Просвещения Лессинга. Оставаясь католиком, он опубликовал грубую антиклерикальную сатиру Monachologien в 1783 году, где изобразил монахов переходной расой от обезьяны к человеку.
В его честь назван борнит (Cu5FeS4), распространённый медный рудный минерал.

## Описанные виды
Виды, описанные Игнациусом фон Борном, включают:
брюхоногие:
- Bullata bullata (Born, 1778) — синонимы: Voluta bullata Born, 1778; Marginella bullata (Born, 1778)
- Cerithium atratum (Born, 1778) — синоним: Murex atratus Born, 1778
- Cerithium litteratum (Born, 1778) — синоним: Murex litteratus Born, 1778
- Clathrodrillia gibbosa (Born, 1778) — синонимы: Crassispira gibbosa (Born, 1778); Drillia gibbosa (Born, 1778); Murex gibbosus Born, 1778
- Conus centurio Born, 1778
- Conus ermineus Born, 1778 — синоним: Dendroconus ermineus (Born, 1778)
- Fissurella nodosa (Born, 1778) — синоним: Patella nodosa Born, 1778
- Hastula cinerea (Born, 1778) — синонимы: Terebra cinerea (Born, 1778); Buccinum cinereum Born, 1778
- Labyrinthus plicatus (Born, 1780) — синоним: Helix plicata Born, 1780
- Patella cochlear Born, 1778
- Patella miniata Born, 1778
- Patella oculus Born, 1778
- Prunum marginatum (Born, 1778) — синоним: Voluta marginata Born, 1778
- Xenophora conchyliophora (Born, 1780) — синонимы: Astraea conchyliophora (Born, 1780); Trochus conchyliophorus Born, 1780
- Semicassis granulata (Born, 1778) — синонимы: Phalium granulata (Born, 1778); Buccinum granulatum Born, 1778
- Stigmaulax sulcatus (Born, 1778) — синоним: Nerita sulcata Born, 1778
- Tegula fasciata (Born, 1778) — синонимы: Trochus fasciatus Born, 1778; Chlorostoma fasciata (Born, 1778)
- Trochita trochiformis (Born, 1778) — синонимы: Turbo trochiformis Born, 1778; Patella trochiformis (Born, 1778)
- Vasum muricatum (Born, 1778) — синонимы: Voluta muricata Born, 1778; Turbinella muricatum (Born, 1778)

синонимы брюхоногих:
- Tritonium costatum (Born, 1778) Triton costatum (Born, 1778) и Murex costatus Born, 1778 are синонимы for Cymatium parthenopeum (von Salis, 1793)
- Murex gigas Born, 1780, синоним для Syrinx aruanus (Linnaeus, 1758)
- Turbo torcularis Born, 1778, синоним для Torcula exoleta (Linnaeus, 1758)

двустворчатые моллюски:
- Argopecten nucleus (Born, 1778) — синонимы: Ostrea nucleus Born, 1778; Aequipecten nucleus (Born, 1778); Pecten nucleus (Born, 1778)
- Ctenoides scabra (Born, 1778) — синонимы: Ostrea scabra Born, 1778; Lima scabra (Born, 1778)
- Dosinia concentrica (Born, 1778) — синонимы: Venus concentrica Born, 1778; Cytherea concentrica (Born, 1778); Artemis concentrica (Born, 1778)
- Eurytellina punicea (Born, 1778) — синоним: Tellina punicea Born, 1778
- Mactra glauca Born, 1778
- Ostrea cristata Born, 1778
- Papyridea lata (Born, 1778) — синоним: Cardium latum Born, 1778
- Pitar circinatus (Born, 1778) — синонимы: Venus circinata Born, 1778; Cytherea circinatus (Born, 1778)
- Tivela mactroides (Born, 1778) — синоним: Venus mactroides Born, 1778; Cytherea mactroides (Born, 1778)